# Massachusetts durant la guerre de Sécession
Le commonwealth du Massachusetts joue un rôle important lors des événements nationaux avant et pendant la guerre de Sécession. Le Massachusetts domine le mouvement naissant de l'anti-esclavagisme pendant les années 1830, motivant les militants à travers le pays. Ceci, à terme, augmente la fragmentation entre le Nord et le Sud, l'un des facteurs qui conduit à la guerre. Les politiciens du Massachusetts, faisant écho aux vues des activistes sociaux, accroissent encore les tensions nationales. L'état est dominé par le parti républicain, et abrite également beaucoup de dirigeants républicains radicaux qui promeuvent un traitement rigoureux des propriétaires d'esclaves et, plus tard, des États confédérés d'Amérique.
Une fois que les hostilités commencent, le Massachusetts soutient l'effort de guerre, à maints égards, envoyant 159 165 hommes pour servir dans l'armée et la marine. L'une des unités les plus connues du Massachusetts est le 54th Massachusetts Volunteer Infantry, l'un des premiers régiments de soldats afro-américains (commandé par des officiers blancs). En outre, un certain nombre de généraux viennent du Massachusetts, y compris le major général Joseph Hooker, qui commande l'armée du Potomac, en 1863, ainsi que Edwin V. Sumner et Darius N. Couch, les deux commandant successivement le II corps d'armée.
En termes de matériel de guerre, le Massachusetts, en tant que principal centre industriel et de manufacture, est prêt pour devenir l'un des principaux producteurs de munitions et de fournitures. La source la plus importante d'armement dans le Massachusetts est la manufacture d'armes de Springfield.
L'État apporte également d'importantes contributions aux efforts de secours. De nombreux dirigeants de soins infirmiers et d'organisations d'aide aux soldats sont originaires du Massachusetts, y compris Dorothea Dix, fondatrice du Bureau des infirmières de l'armée, Henry Whitney Bellows, fondateur de la commission sanitaire des États-Unis, et l'infirmière indépendante Clara Barton.

## Avant la guerre de Sécession et politique en temps de guerre
Le Massachusetts joue un rôle majeur sur la causalité de la guerre de Sécession, en particulier à l'égard des ramifications politiques du mouvement anti-esclavagiste. Les activistes anti-esclavagistes du Massachusetts cherchent à influencer l'opinion publique et appliquent une pression morale et politique sur le Congrès pour l'abolition de l'esclavage. William Lloyd Garrison de Boston commence la publication d'un journal anti-esclavagiste The Liberator, et fonde la New England Anti-Slavery Society (société anti-esclavagiste de Nouvelle Angleterre) en 1831, devenant l'un des plus influents abolitionnistes de la nation. Garrison et sa rhétorique intransigeante provoque une réaction à la fois dans le Nord et le Sud et la montée des tensions régionales avant la guerre.

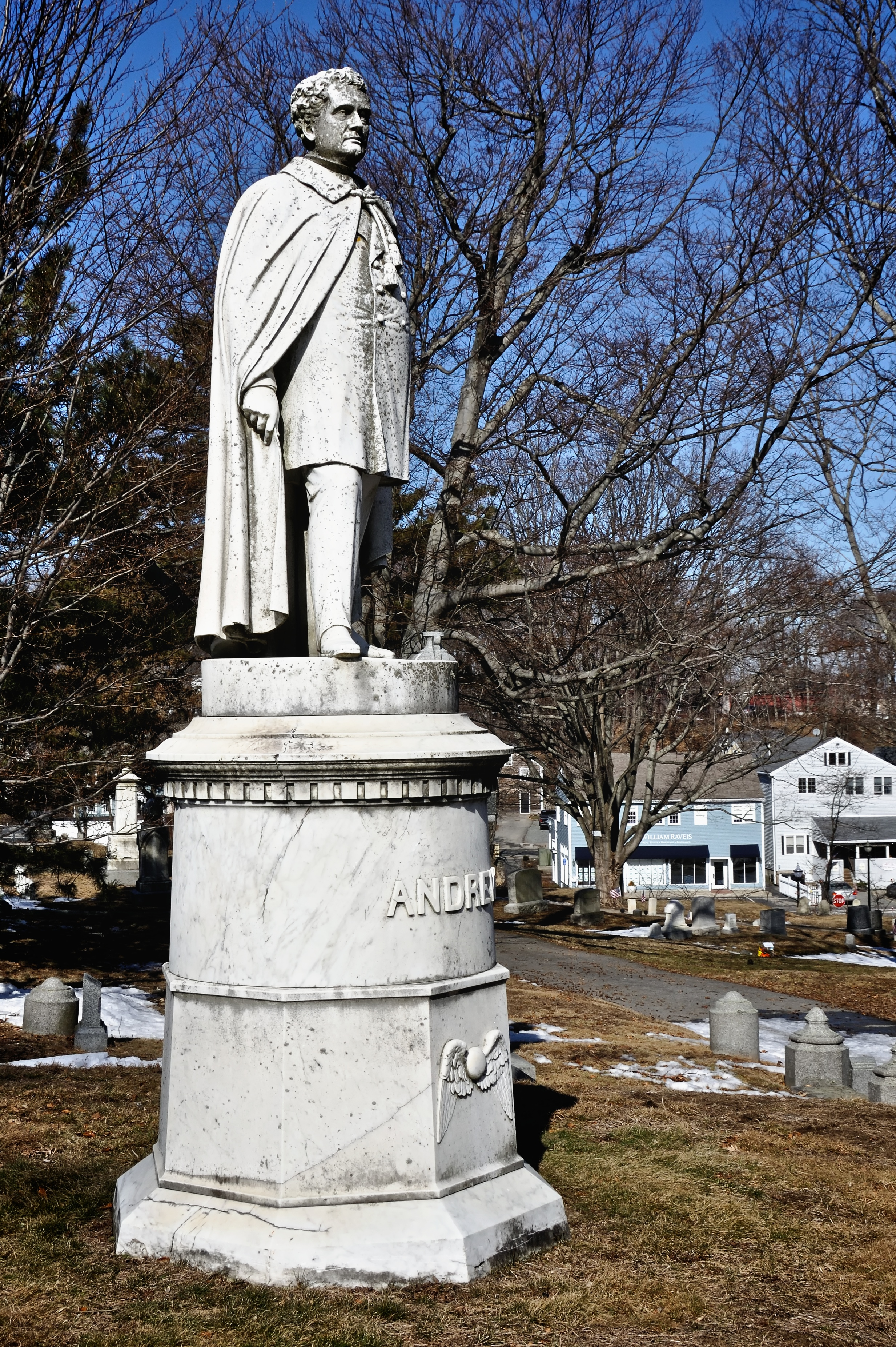
Tombe du gouverneur, en temps de guerre, John Albion Andrew à Hingham, Massachusetts

L'aile anti-esclavagiste du parti républicain est dirigée par des hommes politiques du Massachusetts, comme les sénateurs Charles Sumner et Henry Wilson, qui épousent les vues de Garrison au congrès et augmentent encore plus les divisions. En 1856, Sumner prononce un discours au Sénat de manière virulente et insultante pour les politiciens pro-esclavagistes, et le représentant Preston Brooks de la Caroline du Sud le frappe sévèrement avec une canne. Les dirigeants politiques plus modérés du Massachusetts adoptent le point de vue du parti du sol libre, en cherchant à limiter l'expansion de l'esclavage dans les territoires occidentaux. Le parti du sol libre est finalement absorbé par le parti républicain, qui devient le parti politique dominant dans le Massachusetts. En 1860, les républicains contrôlent le bureau du Gouverneur, la législature de l'État et la mairie de Boston.
Lors de l'élection présidentielle de 1860, 63 % des électeurs du Massachusetts votent pour Abraham Lincoln et le parti républicain, 20 % votent pour Stephen Douglas et le parti démocrate du Nord, 13 % votent pour John Bell et le parti de l'Union Constitutionnelle, et de 4 % votent pour John C. Breckenridge et le parti démocrate du Sud. Le soutien pour le parti républicain augmente au cours de la guerre, avec 72 % de vote pour Lincoln en 1864.
La figure politique dominante dans le Massachusetts pendant la guerre est le gouverneur John Albion Andrew, un ardent républicain qui soutient énergiquement l'effort de guerre. Le Massachusetts le ré-élit annuellement avec une grande majorité pendant la durée de la guerre, sa plus petite marge de la victoire a lieu en 1860, avec 61 % du vote populaire, et son plus grand, en 1863, avec 71 %.

## Recrutement
Le Massachusetts envoie un total de 159 165 hommes lors de la guerre. Parmi ceux-ci, 133 002 servent dans l'armée de l'Union et de 26 163 servent dans la marine. Les unités de l'armée levées dans le Massachusetts se composent de 62 régiments d'infanterie, six régiments de cavalerie, 16 batteries d'artillerie légère, quatre régiments d'artillerie lourde, de deux compagnies de tirailleurs, une poignée de bataillons non rattachés et 26 compagnies non rattachées.

### Minutemen '61

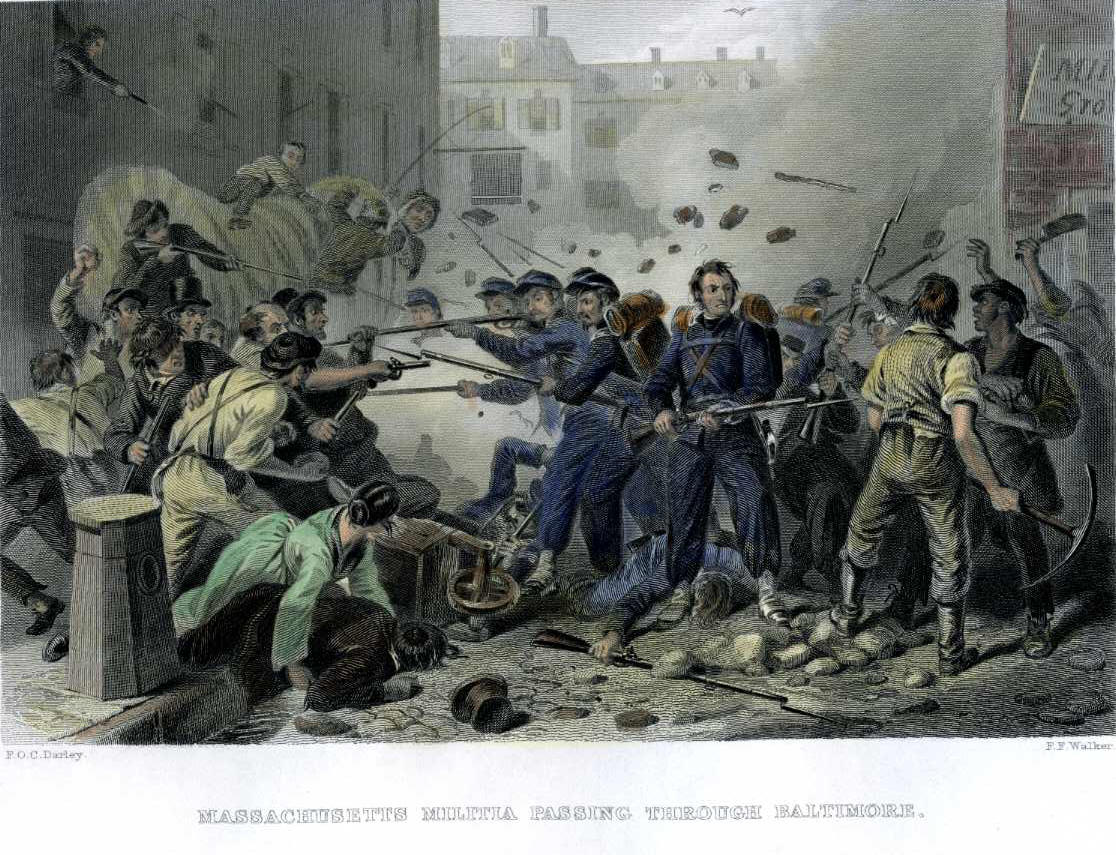
Le Massachusetts mène l'assaut à Baltimore le 19 avril 1861

Le gouverneur Andrew prend ses fonctions en janvier 1861, à peine deux semaines après la sécession de la Caroline du Sud. Convaincu que la guerre est imminente, Andrew prend des mesures rapides pour préparer la milice de l'État à un service actif. Le 15 avril 1861, Andrew reçoit un télégramme de Washington appelant à 1 500 hommes du Massachusetts pour un service de quatre-vingt-dix jours. Le lendemain, plusieurs compagnies du 8th Massachusetts Volunteer Militia de Marblehead, Massachusetts sont les premières à être au rapport à Boston ; d'ici à la fin de la journée, trois régiments sont prêts à partir pour Washington.
En passant par Baltimore le 19 avril 1861, le 6th Massachusetts est attaqué par une foule pro-sécessionniste et devient la première troupe de volontaires à essuyer des pertes pendant la guerre. Le 6th Massachusetts est également le premier régiment de volontaires à rejoindre Washington en réponse à l'appel de Lincoln pour lever des troupes. Lincoln attend l'arrivée des régiments supplémentaires, mais aucun n'arrive pendant plusieurs jours. Inspectant le 6th Massachusetts, le 24 avril, Lincoln dit aux soldats, « je ne crois pas qu'il n'y a tout le Nord... Vous êtes les seules réalités du Nord ».
Étant donné que le 6th Massachusetts atteint Washington le 19 avril (l'anniversaire des batailles de Lexington et de Concord, qui ont commencé la guerre d'indépendance américaine) et que d'autres régiments du Massachusetts sont en route pour Washington et la Virginie, à cette date, les premières unités de la milice à quitter le Massachusetts sont surnommées, « the Minutemen '61 ».

### Recrutement des régiments de trois ans
Alors que le rush initial issu de l'enthousiasme retombe, le gouvernement de l'État fait face à la tâche du recrutement de dizaines de milliers de soldats pour atteindre les contingents fédéraux. La grande majorité de ces troupes sont tenues de servir pendant trois ans. Les bureaux de recrutement sont ouverts dans presque chaque ville et, au cours de 1861, les recrutements du Massachusetts dépassent les quotas. Cependant, à l'été de 1862, le recrutement ralentit considérablement. Le 7 juillet 1862, Andrew institue un système dans lequel les quotas de recrutement sont émis pour chaque ville et village en proportion de leur population. Ceci motive les dirigeants locaux, augmentant les enrôlements.

### 28th Regiment Massachusetts Volunteer Infantry
Le régiment d'infanterie du 28th Massachusetts, est le deuxième  régiment d'infanterie volontaire principalement constitué d’américain d'origine irlandaise recrutés dans le Massachusetts, pour servir lors de la guerre de Sécession. La devise du régiment (ou le cri) est  « Faugh a Ballagh » (Dégage du chemin !)
Le 28th Massachusetts est affecté au II corps en tant que quatrième régiment de la célèbre Irish Brigade, commandée par le brigadier général Thomas Francis Meagher.
Les Irlandais du 28th Massachusetts participent aux actions dans la plupart des engagements majeurs du théâtre oriental de l'armée de l'Union – Antietam, Fredericksburg, Chancellorsville, Gettysburg, la campagne de l'Overland, et le siège de Petersburg – et sont présents lors de la reddition du général Robert E. Lee, au général Ulysses S. Grant à Appomattox Court House.

### 37th Regiment Massachusetts Volunteer Infantry
Le soldat David Dunnels White affirme avoir capturé le major général confédéré George Washington Custis Lee, fils du célèbre général Robert E. Lee, lors de la bataille de Sayler's Creek, en Virginie, le 6 avril 1865.

### 54th Massachusetts Infantry
L'un des régiments les plus connus formés dans le Massachusetts est le 54th Massachusetts Infantry, le premier régiment de l'armée de l'Union, composé de soldats afro-américains ; il est commandé par des officiers blancs. Avec la proclamation d'Émancipation qui entre en vigueur à compter du 1er janvier 1863, Andrew voit l'occasion pour le Massachusetts de prendre l'initiative  du recrutement de soldats afro-américains. Après avoir obtenu la permission du président Lincoln, Andrew recrute avec enthousiasme deux régiments de soldats afro-américain, les 54th Massachusetts Infantry et 55th Massachusetts Infantry.
Le 54th Massachusetts, car il est le premier régiment, attire énormément de publicité au cours de sa formation. Pour assurer le succès de l'expérience, Andrew sollicite des dons et du soutien politique de nombreuses familles notoires de Boston. Il gagne l'approbation de l'élite de Boston en offrant le commandement du régiment à Robert Gould Shaw, fils de célèbres Bostoniens. Le 54th Massachusetts gagne la renommée lors de son assaut sur la batterie de Wagner sur l'Île Morris à Charleston Harbor, au cours duquel le colonel Shaw est tué. L'histoire du 54th Massachusetts est la base du film de 1989 Glory.

### Officiers généraux

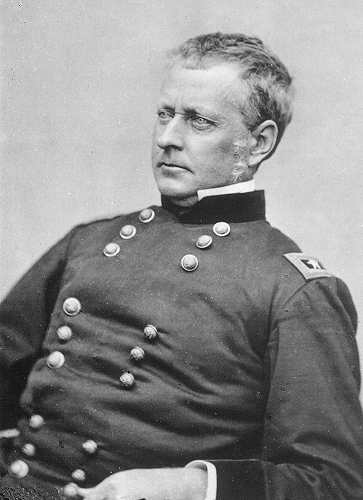
Major général Joseph Hooker par Hadley, Massachusetts

Des généraux du Massachusetts commandent plusieurs départements d'armées, et dont un commandant de l'armée du Potomac, ainsi qu'un certain nombre de commandants de corps d'armée.
L'un des plus grands généraux du Massachusetts est le major général Joseph Hooker. Né à Hadley, Massachusetts et diplômé de l'académie militaire américaine de West Point, il sert dans l'armée régulière au cours de la guerre américano-mexicaine. Lors du déclenchement de la guerre de Sécession, il est promu brigadier général et progresse progressivement, à partir de commandant de brigade, commandant de division, commandant du I corps, qu'il dirige au cours de la bataille d'Antietam. La suite de cette bataille, il est placé à la tête du V corps et puis à celle de la grande division du centre de l'armée du Potomac, comprenant le III et le V Corps. Le 26 janvier 1863, il est promu au commandement de l'armée du Potomac. Bien qu'il réussisse à redonner l'esprit de corps à son armée par une meilleure distribution de fournitures et de denrées alimentaires, il est incapable de diriger efficacement l'armée sur le terrain, et son inaction lors de la bataille de Chancellorsville conduit à sa démission de son poste de commandement. Transféré au département du Cumberland, il commande le XI et XII corps au cours de plusieurs campagnes à l'ouest et se distingue au cours de la bataille de Lookout Mountain. Hooker démissionne de son commandement après la promotion au grade de major général d'Oliver O. Howard au commandement de l'armée du Tennessee, un poste pour lequel Hooker estime avoir droit. Hooker sert le reste de la guerre dans un rôle administratif, supervisant le département du Nord (composé de fortifications de l'armée et de troupes stationnées dans le Michigan, l'Ohio, l'Indiana et de l'Illinois) et le département de l'Est (qui comprend les installations et les troupes de la Nouvelle-Angleterre, New York et New Jersey).
Le major général Nathaniel P. Banks, l'ancien gouverneur du Massachusetts, est parmi les premiers hommes nommés major-général des volontaires, par le président Lincoln. En juillet 1861, Banks prend le commandement du département de la Shenandoah. En mai 1862, il est complètement surpassé par Stonewall Jackson et est forcé d'abandonner la Vallée de Shenandoah. Il commande ensuite le II Corps lors de la campagne de la Virginie du Nord et est finalement transférée au commandement du département du Golfe, coordonnant les efforts militaires en Louisiane et au Texas. À ce titre, Banks mène à victorieusement et stratégiquement important siège du Port Hudson, dans l'été de 1863, mais aussi la désastreuse campagne de la Red River au printemps de 1864, et qu'il commande à contrecœur. La campagne termine sa carrière militaire en campagne.
Un autre général du Massachusetts, le major général Edwin Vose Sumner, né en 1797, est le plus ancien officier général avec un commandement de campagne de chaque côté de la guerre. Il sert dans l'armée régulière lors de la guerre américano-mexicaine et de nombreuses campagnes dans l'Ouest. Sumner commande le II corps lors de la campagne du Maryland et, plus tard, la grande division de droite de l'armée du Potomac au cours de la campagne de Fredericksburg. À la suite de la bataille de Fredericksburg, il démissionne de son commandement, en janvier 1863 et devait être transféré au commandement du département du Missouri, mais il meurt d'une crise cardiaque sur la route le 21 mars 1863.
On peut citer parmi d'autres importants généraux du Massachusetts le major général Darius Couch, qui commande le II corps et le département de la Susquehanna, le major général John G. Barnard, qui organise la défense de Washington, DC, et devient ingénieur en chef des armées de l'Union en campagne, et le major général Isaac Stevens, qui a terminé premier de sa promotion à West Point et commande une division du IXe corps.

## Matériel de guerre

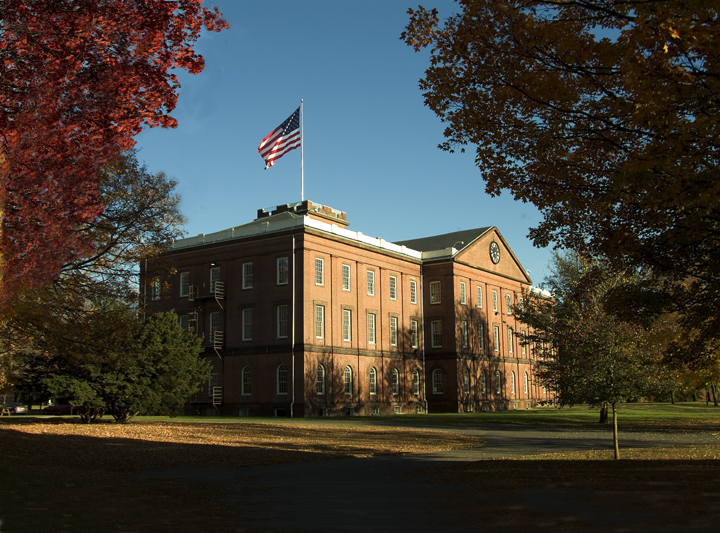
L'arsenal de Springfield créé en 1794

L'état d'avancement de l'industrialisation dans le Nord, en comparaison avec les États confédérés, est un facteur important de la victoire des armées de l'Union. Le Massachusetts et l'arsenal de Springfield, en particulier, jouent un rôle essentiel en tant que fournisseur d'armes et de matériel pour l'armée de l'Union.
Au début de la guerre, l'arsenal de Springfield est l'une des deux seules armureries fédérales dans le pays, l'autre étant l'arsenal de Harpers Ferry. Après l'attaque de fort Sumter et le début des hostilités, le gouverneur Andrew écrit au secrétaire à la Guerre, Simon Cameron, lui demandant de fermer l'arsenal d'Harpers Ferry (qui est à l'époque sur le sol de la Confédération) et de diriger tous les fonds fédéraux disponibles en vue du renforcement de la production à l'arsenal de Springfield. L'arsenal produit l'arme principale de l'infanterie de l'Union pendant la guerre - le fusil Springfield à canon rayé. D'ici la fin de la guerre, près de 1,5 million sont produits par l'arsenal et ses nombreux sous-traitants à travers le pays.
Une autre source importante de matériel de guerre est l'arsenal de Watertown, qui produit des munitions, attelages de canons et des attirails militaires en cuir. Des sociétés privées telles que Smith & Wesson bénéficient d'importants contrats gouvernementaux des États-Unis. L'Ames Manufacturing Company de Chicopee devient l'un des principaux fournisseurs de la nation en épées, armes et canons, et le troisième plus grand fournisseur d'engins lourds.
Bien que le Massachusetts soit un centre majeur de construction navale, avant la guerre, de nombreuses compagnies de construction navale établies sont lentes à s'adapter à la nouvelle technologie. Les quelques constructeurs du Massachusetts qui reçoivent des contrats du gouvernement pour la construction d'ironclads, de navires de guerre à vapeur sont ceux qui ont investi dans la technologie de l'acier et des machines avant la guerre. Parmi celles-ci, la City Points Works, gérée par Harrison Loring, et l'Atlantic Iron Works, gérée par Nelson Curtis, deux entreprises de Boston qui produisent des monitors de la classe de Passaic pendant la guerre. Le chantier naval de Boston produit également plusieurs petites canonnières.

## Organisations de secours

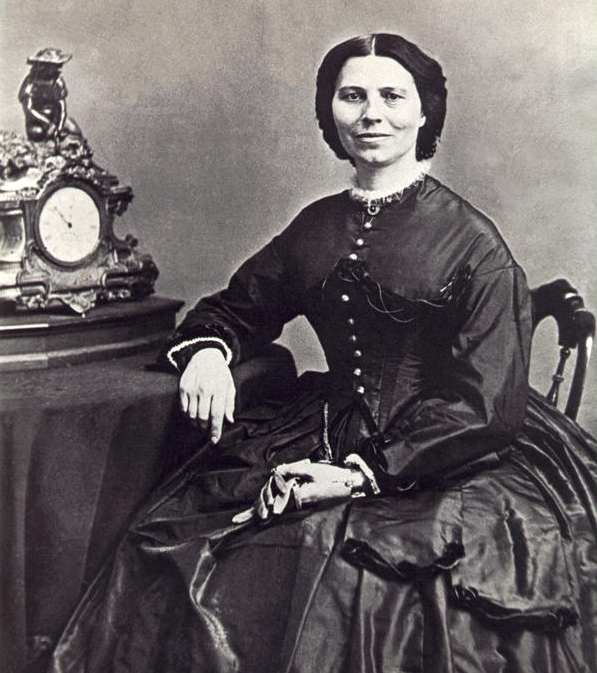
Clara Barton est une infirmière sur le champ de bataille indépendante qui a gagné le surnom de « l'Ange du champ de bataille ».

Plusieurs dirigeants important d'organisation d'aide et de secours aux soldats viennent du Massachusetts. Parmi eux se trouve Dorothea Dix, qui a voyagé à travers le pays travaillant à la promotion des soins appropriés pour les pauvres et des fous avant la guerre. Après le déclenchement de la guerre, elle a convaincu l'armée américaine de créer le Women's Nursing le 23 avril 1861 et devient la première femme à la tête d'un bureau du gouvernement fédéral. Bien que les officiers de l'armée soient sceptiques quant à l'utilisation des infirmières, Dix procède au recrutement de beaucoup de femmes qui ont déjà servi en tant que bénévoles non organisées. L'un de ses plus grands défis, étant donné les préjugés de l'époque, est de démontrer que les femmes peuvent servir avec autant de compétence que les hommes dans les hôpitaux militaires. Dix a la réputation de rejeter les infirmières qui sont trop jeunes ou attrayante, croyant que les patients et les chirurgiens ne les prendraient pas au sérieux. Les chirurgiens de l'armée américaine n'apprécient souvent pas les infirmières du bureau de Dix, affirmant qu'elles sont obstinées et ne suivent pas le protocole militaire. En dépit de ces obstacles, Dix réussit à placer des infirmières dans les hôpitaux dans tout le Nord.
Henry Whitney Bellows choisit de prendre une approche différente, créant une organisation civile d'infirmières distinctes de l'armée américaine. Bellows est le fondateur de la commission sanitaire des États-Unis et est son unique président. Ministre influent, qui est né et a grandi à Boston, Bellows part pour Washington, en mai 1861, à la tête d'une délégation de médecins représentant l'association de secours central des femmes de New York et d'autres organisations. Bellows a pour objectif de convaincre le gouvernement de mettre en place une branche auxiliaire civile du bureau médical de l'armée. La commission sanitaire, créée par le président Lincoln, le 13 juin 1861, fournit des infirmières (principalement des femmes) avec des fournitures médicales et organise des navires-hôpitaux et des maisons de soldats.
Clara Barton, un ancien professeur d'Oxford, au Massachusetts et employée de l'office américain des brevets, crée un effort de secours à elle seule. À l'été de 1861, en réponse à une pénurie de nourriture et de médicaments dans l'armée de l'Union grandissante, elle commence personnellement l'achat et la distribution de secours aux soldats blessés à Washington. Son insatisfaction croissant en approvisionnant les hôpitaux, Barton déplace finalement ses efforts sur le champ de bataille lui-même. Elle bénéficie de l'accès aux lignes de l'armée et aide les blessés lors de nombreuses campagnes, devenant célèbre sous le nom de « l'ange du champ de bataille ». Elle atteint la notoriété nationale, et les chirurgiens de haut rang de l'armée lui réclame son aide dans la gestion de leurs hôpitaux de campagne.

## Conséquences et période de reconstruction

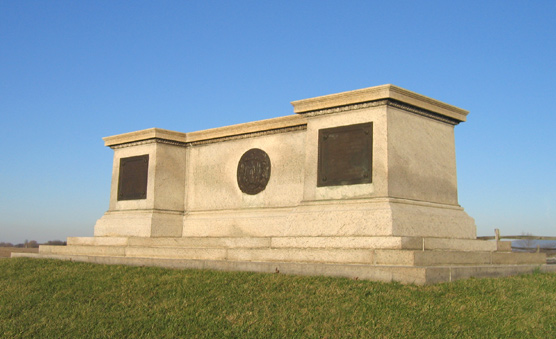
Le monument de l'État du Massachusetts sur le champ de bataille d'Antietam

En tout, 12 976 militaires du Massachusetts sont morts pendant la guerre, environ huit pour cent de ceux qui se sont enrôlés et environ un pour cent de la population de l'état (la population du Massachusetts en 1860 est de 1 231 066). Les statistiques officielles ne sont pas disponibles concernant le nombre de blessés. À travers le pays, des organisations telles que la grande armée de la république (GAR) sont créées pour fournir de l'aide aux anciens combattants, les veuves et les orphelins. Le Massachusetts est le premier État à organiser le corps de secours de la femme à l'échelle de l'état, une organisation d'auxiliaires féminines de la GAR, en 1879.
Avec la fin de la guerre et son objectif principal atteint, le gouverneur Andrew déclare en septembre 1865 qu'il ne briguerait pas la réélection. En dépit de cette perte, le parti républicain dans le Massachusetts va devenir plus fort que jamais dans les années d'après-guerre. Le parti démocratique est quasiment inexistant dans l'État de la baie pendant près de dix ans en raison de leur plateforme anti-guerre antérieure. Le groupe le plus touché par ce changement de politique est la communauté irlandaise en expansion de Boston, qui avait soutenu le parti démocratique et est sans représentation politique pendant des décennies.
Après la guerre, les sénateurs Sumner et Wilson transforment leur position anti-esclavagiste d'avant-guerre en un soutien passionné pour la soi-disant « reconstruction radicale » du Sud. Leur programme appelle aux droits civiques pour les afro-américains et à un traitement rigoureux des ex-confédérés.
Pour une fois, les républicains radicaux font des progrès sur leur programme de mesures spectaculaires de réforme. Selon l'historien Eric Foner, les législateurs de l'État du Massachusetts adoptent la première loi d'intégration complète dans l'histoire de la nation en 1865. Au niveau national, Sumner se joint au représentant Thaddeus Stevens, de la Pennsylvanie et d'autres pour obtenir l'approbation du Congrès de la loi des droits civils de 1866, et des 13e, 14e et 15e amendements à la constitution des États-Unis, interdisant l'esclavage et octroyant des droits croissant de citoyenneté aux anciens esclaves.
Dès 1867, cependant, une riposte nationale contre les républicains radicaux et leurs programmes de propagation des droits civils les rend de plus en plus impopulaires, même dans le Massachusetts. Lorsque Sumner tente en 1867 de proposer des réformes spectaculaires, y compris des écoles intégrées dans le Sud et la redistribution des terres aux anciens esclaves, même Wilson refuse de le soutenir. Dans les années 1870, les républicains radicaux ont diminué en pouvoir et la reconstruction est réalisée selon une ligne plus modérée.
Culturellement parlant, le Massachusetts d'après guerre cesse d'être un centre national de mouvements de réforme idéaliste  (comme l'évangélisme, la tempérance et l'anti-esclavagisme) comme il l'a été avant la guerre. L'industrialisme croissant, en partie sous l'impulsion de la guerre, crée une nouvelle culture de la concurrence et du matérialisme.
En 1869, Boston est le site du jubilé national de la paix, un gala immense pour honorer les anciens combattants et pour célébrer le retour de la paix. Conçue par le compositeur Patrick Gilmore, qui a servi dans une fanfare de l'armée, la célébration a lieu dans une immense arène de Boston dans le quartier de Back Bay conçu pour contenir de 100 000 participants et spécialement construit pour l'occasion. Un nouvel hymne est commandé pour l'occasion, écrit par Oliver Wendell Holmes, Sr et mis en musique sur l'Hymne américain par Matthais Keller. Couvrant une période de cinq jours, l'événement accueille un concert de près de 11 000 personnes et un orchestre de plus de 500 musiciens. C'est le plus grand rassemblement musical sur le continent jusqu'à cette époque.